# فرانز أرنولد
فرانز أرنولد (بالألمانية: Franz Arnold)‏ (و. 1878 – 1960 م) هو ممثل مسرحي، وكاتب، وكاتب سيناريو ألماني، ولد في بيدغوشتش، توفي في لندن، عن عمر يناهز 82 عاماً.

## وصلات خارجية
- فرانز أرنولد على موقع IMDb (الإنجليزية)
- فرانز أرنولد على موقع قاعدة بيانات الفيلم (الإنجليزية)

- فرانز أرنولد في قاعدة بيانات الأفلام على الإنترنت